# Hendrik Wade Bode
Hendrik Wade Bode (Madison, 24 dicembre 1905 – Cambridge, 21 giugno 1982) è stato un ingegnere statunitense.

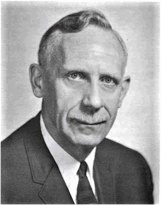
Hendrik Wade Bode

Ricordato per essere stato un ricercatore particolarmente dotato, un prolifico inventore ed eminente ingegnere, autore e scienziato. Pioniere della moderna teoria del controllo e delle telecomunicazioni etiche, ha rivoluzionato sia i contenuti che la metodologia delle discipline di sua competenza.
Le sue ricerche hanno influenzato anche molte altre discipline ingegneristiche, gettando le basi per una serie di moderne innovazioni fra cui i computer, i robot, i telefoni cellulari.
Molto in vista fra gli accademici di tutto il mondo, è ampiamente conosciuto anche dagli attuali studenti di ingegneria, principalmente per lo studio sulle grandezze asintotiche e lo sviluppo dei diagrammi di modulo e di fase della risposta in frequenza dei sistemi dinamici, che porta il suo nome: il diagramma di Bode. La sua nota tecnica dei diagrammi asintotici, comunque, è soltanto una piccola parte del suo eccezionale contributo alla scienza e al suo Paese.